# 로카마시마
로카마시마(이탈리아어: Rocca Massima)는 이탈리아 라치오주 라티나도에 위치한 코무네다. 로마로부터 남동쪽으로 40km, 라티나로부터 북쪽 20km 거리에 있다.